# Erich Schaedler
Erich Peter Schaedler (ur. 6 sierpnia 1949 w Biggar, zm. 24 grudnia 1985 w Cardrona Forest) – szkocki piłkarz pochodzenia niemieckiego występujący podczas kariery na pozycji obrońcy.

## Kariera klubowa
Erich Schaedler zawodową karierę rozpoczynał w 1970 roku w szkockim klubie Stirling Albion ze Scottish Third Division. Szybko został zauważony przez pierwszoligowy Hibernian do którego trafił w trakcie sezonu 1969/70. Z Hibernianem zdobył Puchar Ligi Szkockiej w 1973 (dwa lata później grał w finale) oraz dotarł do finału Pucharu Szkocji w 1972. W trakcie sezonu 1977/78 przeszedł do Dundee F.C., w którym występował do 1981. W latach 1981–1985 ponownie był zawodnikiem Hibernianu. W 1985 przeszedł do czwartoligowego Dumbarton F.C. Jego karierę przerwała samobójcza śmierć 24 grudnia 1985.
| Sezon   | Klub                 | Kraj    | Rozgrywki        | Mecze | Bramki |
| ------- | -------------------- | ------- | ---------------- | ----- | ------ |
| 1968/69 | Stirling Albion F.C. | Szkocja | Division Three   | 3     | 0      |
| 1969/70 | Stirling Albion F.C. | Szkocja | Division Three   | 15    | 1      |
| 1969/70 | Hibernian F.C.       | Szkocja | Division One     | 5     | 0      |
| 1970/71 | Hibernian F.C.       | Szkocja | Division One     | 15    | 0      |
| 1971/72 | Hibernian F.C.       | Szkocja | Division One     | 29    | 0      |
| 1972/73 | Hibernian F.C.       | Szkocja | Division One     | 32    | 1      |
| 1973/74 | Hibernian F.C.       | Szkocja | Division One     | 31    | 0      |
| 1974/75 | Hibernian F.C.       | Szkocja | Division One     | 31    | 0      |
| 1975/76 | Hibernian F.C.       | Szkocja | Premier Division | 33    | 1      |
| 1976/77 | Hibernian F.C.       | Szkocja | Premier Division | 24    | 0      |
| 1977/78 | Hibernian F.C.       | Szkocja | Premier Division | 10    | 0      |
| 1977/78 | Dundee F.C.          | Szkocja | Premier Division | 15    | 0      |
| 1978/79 | Dundee F.C.          | Szkocja | Premier Division | 28    | 1      |
| 1979/80 | Dundee F.C.          | Szkocja | Premier Division | 27    | 0      |
| 1980/81 | Dundee F.C.          | Szkocja | Premier Division | 32    | 0      |
| 1981/82 | Hibernian F.C.       | Szkocja | Premier Division | 28    | 0      |
| 1982/83 | Hibernian F.C.       | Szkocja | Premier Division | 7     | 0      |
| 1983/84 | Hibernian F.C.       | Szkocja | Premier Division | 29    | 0      |
| 1984/85 | Hibernian F.C.       | Szkocja | Premier Division | 23    | 0      |
| 1985/86 | Dumbarton F.C.       | Szkocja | Division Four    | 14    | 0      |

## Kariera reprezentacyjna
Jedyny raz w reprezentacji Szkocji Schaedler wystąpił 27 marca 1974 w przegranym 1-2 towarzyskim meczu z RFN. W tym samym roku został powołany do kadry na mistrzostwa świata. Nie zagrał na nich jednak w żadnym meczu.